# Sé de Lisboa
A Sé de Lisboa, ou Catedral de Santa Maria Maior, localiza-se na cidade do mesmo nome, em Portugal. É a sede do Patriarcado de Lisboa e da Paróquia da Sé. A sua construção teve início na segunda metade do século XII, após a conquista da cidade aos Mouros por D. Afonso Henriques, e apresenta-se hoje como uma mistura de estilos arquitetónicos. Está classificada como Monumento Nacional desde 1910.

## História

### Origens

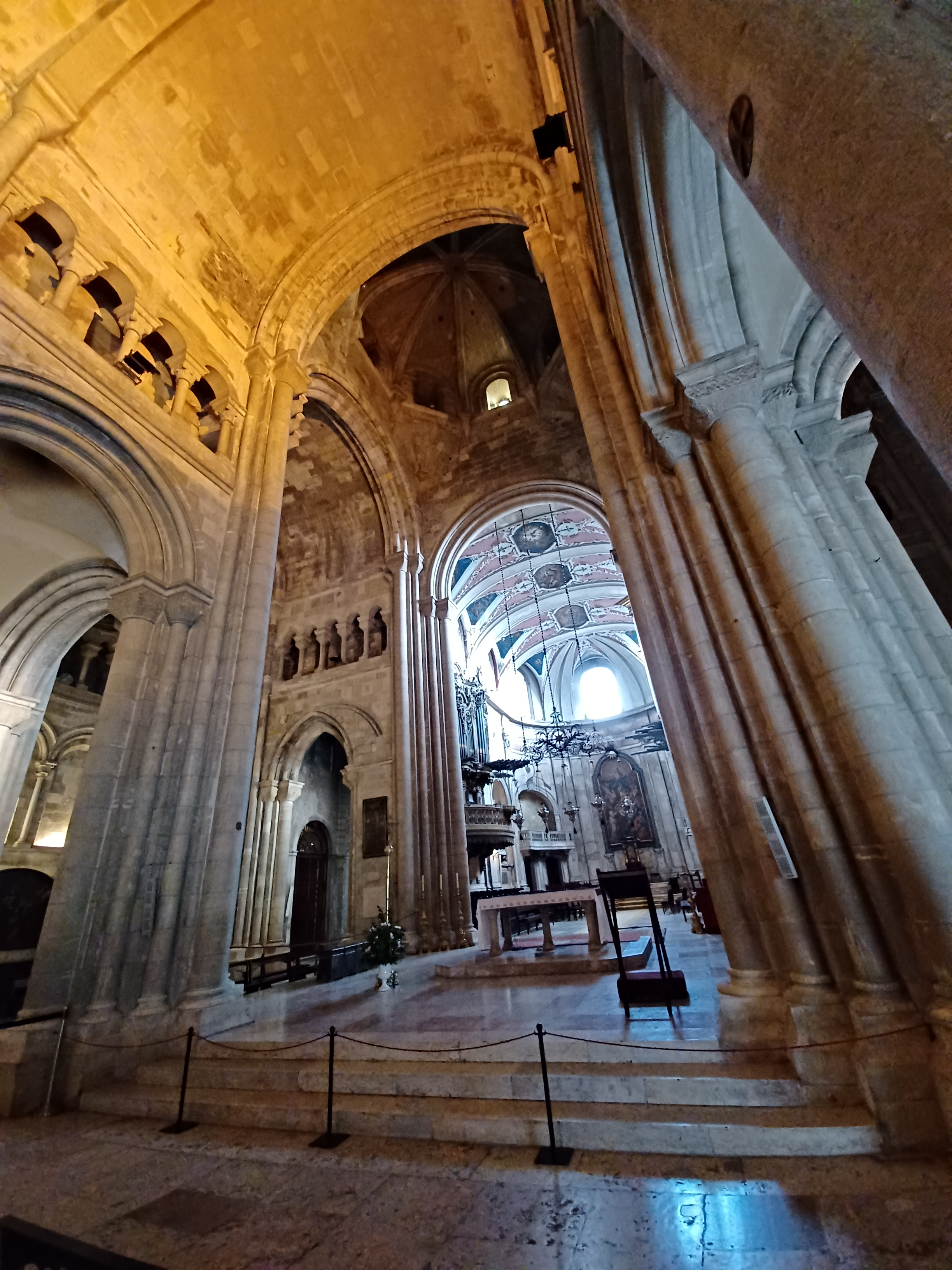
Presbitério da Sé de Lisboa.

Lisboa é sede de um bispado desde pelo menos o século IV, no final da Antiguidade. Sabe-se também da existência de vários bispos da cidade durante o período visigótico, entre os séculos V e VII. No início do século VIII, Lisboa foi conquistada pelos Mouros, mas a população cristã permaneceu na cidade e nos arredores. Em 1147, quando D. Afonso Henriques tomou a cidade aos Mouros, Lisboa tinha um bispo moçárabe (como eram denominados os cristãos que viviam sob domínio muçulmano). Após a reconquista da cidade pelo rei português e os cavaleiros que tomavam parte da Segunda Cruzada, um cruzado inglês, Gilberto de Hastings, foi feito bispo. Começaram então as obras de construção da catedral, aparentemente no lugar da antiga mesquita de Lisboa. Nessa mesma época, Afonso Henriques trouxe do Algarve as relíquias de São Vicente de Saragoça e depositou-as na Sé.

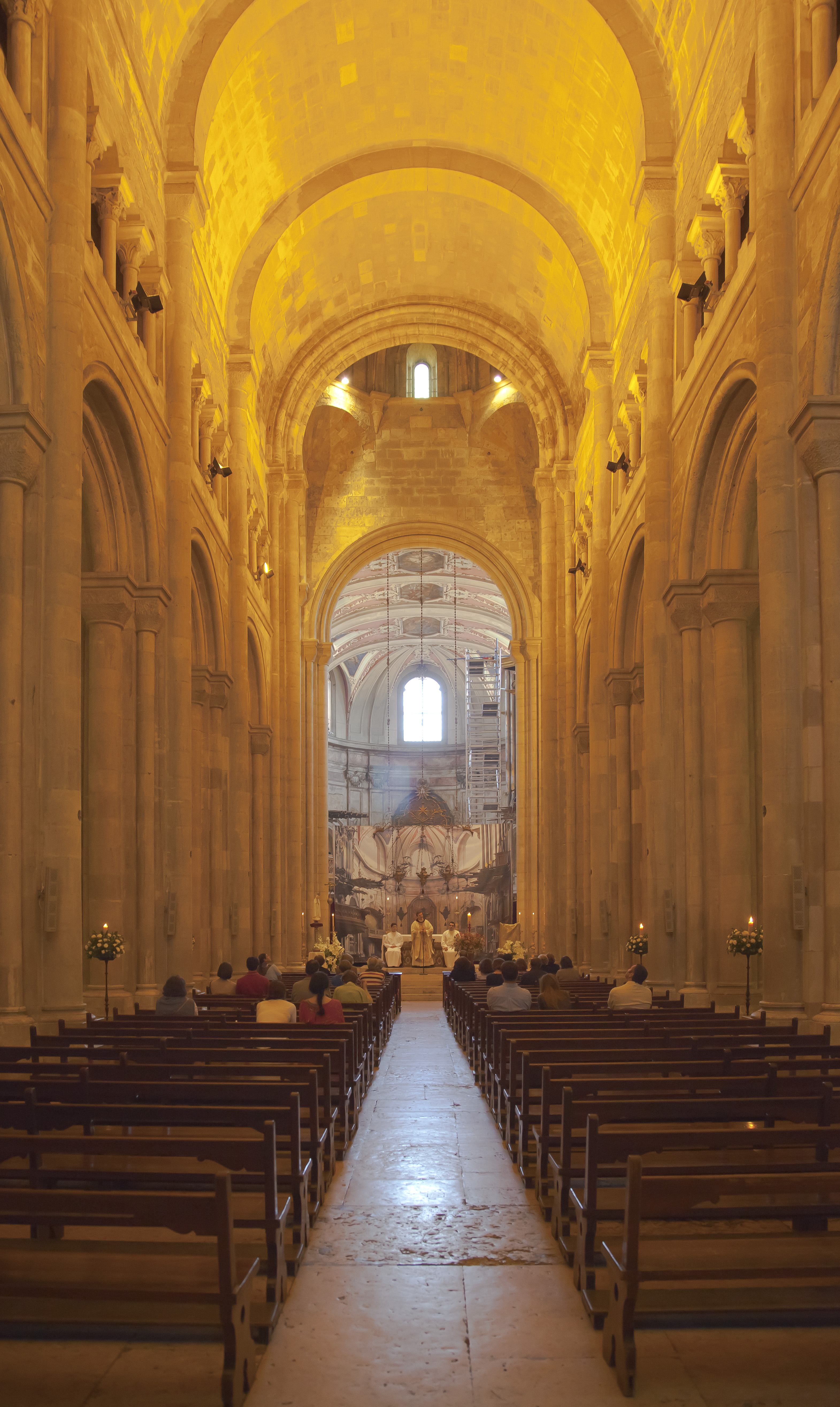
Vista da nave principal românica em direção ao transepto e capela-mor barroca.

O edifício em estilo românico da Sé começou a ser levantado a partir de 1147 e foi terminado nas primeiras décadas do século XIII. O projeto, de três naves com trifório, transepto saliente e cabeceira com três capelas, é muito semelhante ao da Sé de Coimbra e segue modelos normandos. Seu primeiro arquiteto foi Mestre Roberto, provavelmente de origem normanda, que trabalhou na construção da Sé de Coimbra, de Lisboa e do Mosteiro de Santa Cruz de Coimbra.

### Idade Média
Entre os séculos XIII e XIV foi construído o claustro em estilo gótico, uma das principais obras arquitetónicas do reinado de D. Dinis. Seu sucessor, D. Afonso IV, modificou a parte traseira da igreja românica, ordenando a construção de uma cabeceira com deambulatório em estilo gótico para ser utilizada como panteão familiar. A vontade do rei está expressa no seu testamento, datado de 1345, no qual diz que "(…) Porem D. Affonso IV. pella graça de Deus Rey de Portugal, e do Algarve, a honra, e louvor de Deus, e da Virgem Gloriosa Santa Maria sa Madre, e do Martre S. Vicente fosse edificada por minhas próprias despezas na Igreja Cathedral de Lisboa û o Corpo do Bemaventurado S. Vicente jás, a ouvia principal da ditta Igreja com outras capellas darredor, a qual ouvia eu hey por minha sepultura; e querendo mais acrescentar em esta obra para Deus ser louvado, e para me dar el galardom nossa santa gloria do Paraizo. (…)"
Apesar da proibição medieval de laicos serem enterrados na capela-mor, foi aberta uma exceção para D. Afonso IV pelo seu desempenho heróico na Batalha do Salado (1340). A nova cabeceira começou a ser construída na primeira metade do século XIV, mas as obras só terminaram nos inícios do século XV, durante o reinado de D. João I, quando os túmulos de D. Afonso IV e sua mulher, D. Beatriz, foram transladados para a capela-mor. A criação de um deambulatório com uma série de capelas na cabeceira foi uma obra modernizadora da Sé que a tornou mais apta para receber os peregrinos que vinham ver as relíquias de São Vicente. No século XIV, Lisboa e a Sé foram afetadas por vários terramotos. Um forte terramoto no início do século XV causou modificações nas obras, nessa época é possível que tenham sido fechados os arcos que ligavam o corredor do deambulatório à capela-mor.

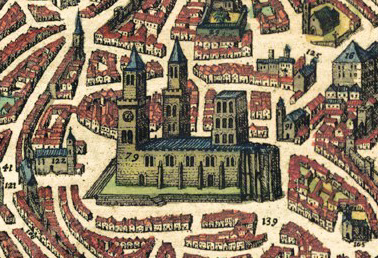
Sé de Lisboa num mapa do século XVI (Civitates orbis terrarum). As torres terminavam em pináculos e a torre sobre o cruzeiro tinha três andares.

Ao longo dos séculos a Sé foi decorada com vários monumentos e altares, a maioria dos quais perdeu-se ou encontra-se hoje dispersa em outros imóveis. A capela-mor abrigava o túmulo com as relíquias de São Vicente, que foi decorado por volta de 1470 com um grande retábulo pintado — os chamados Painéis de São Vicente de Fora — de autoria atribuída a Nuno Gonçalves, pintor régio de D. Afonso V. Os painéis, obra-prima da pintura portuguesa do século XV, foram apeados em 1614 e encontram-se hoje, junto com outras pinturas da Sé associadas a São Vicente, no Museu Nacional de Arte Antiga.
Em 1498, a rainha D. Leonor de Avis fundou a Irmandade de Invocação a Nossa Senhora da Misericórdia na Capela da Pedra Solta no claustro da Sé. A Irmandade eventualmente deu origem à Santa Casa da Misericórdia de Lisboa, uma instituição caritativa católica que espalhou-se por outras cidades do reino e das colónias.

### Destruição da própria
Em meados do século XVII foi construída uma sacristia em estilo maneirista junto à fachada sul da Sé. No século XVIII a capela-mor gótica foi alterada em forma barroca. O grande Terramoto de 1755 afectou a Sé, destruindo a Capela do Santíssimo, a torre sul e a decoração da capela-mor, incluindo os túmulos reais, e o claustro. A torre-lanterna ruiu parcialmente e destruiu parte da abóbada de pedra da nave, que foi reconstruída em madeira.

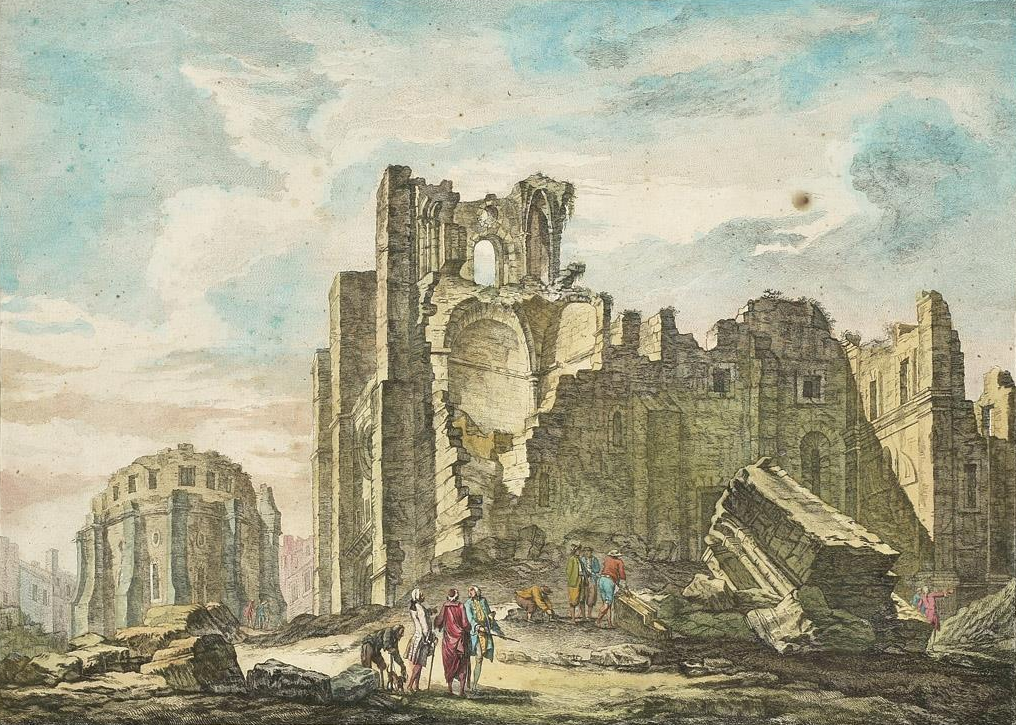
Ruina da Igreja de Santa Maria Maior após o Terramoto de 1755, por Jacques Philippe Le Bas (1757).

Nas décadas seguintes a Sé passou por reformas e uma campanha de redecoração. Assim, entre 1761 e 1785 foi reconstruída a Capela do Santíssimo. Entre 1769 e 1771, Reinaldo dos Santos coordenou grandes obras de restauro da torre sul da fachada, construção da cobertura de madeira da nave e remodelação da capela-mor, incluindo a pintura da abóbada e decoração de estuque por Félix da Costa. As naves foram revestidas com decoração de madeira pintada e estuque e a nova cobertura de madeira da nave central foi dotada de óculos que permitiam a entrada de luz.
Ainda na capela-mor, as ossadas reais foram depositadas em 1781 em novas arcas tumulares esculpidas por Joaquim Machado de Castro e novas tribunas reais foram realizadas por António Ângelo entre 1787 e 1788. Também para a capela-mor foram realizados dois órgãos por Joaquim António Peres Fontanes, com caixas entalhadas por António Ângelo em 1785-86.

### Restauro

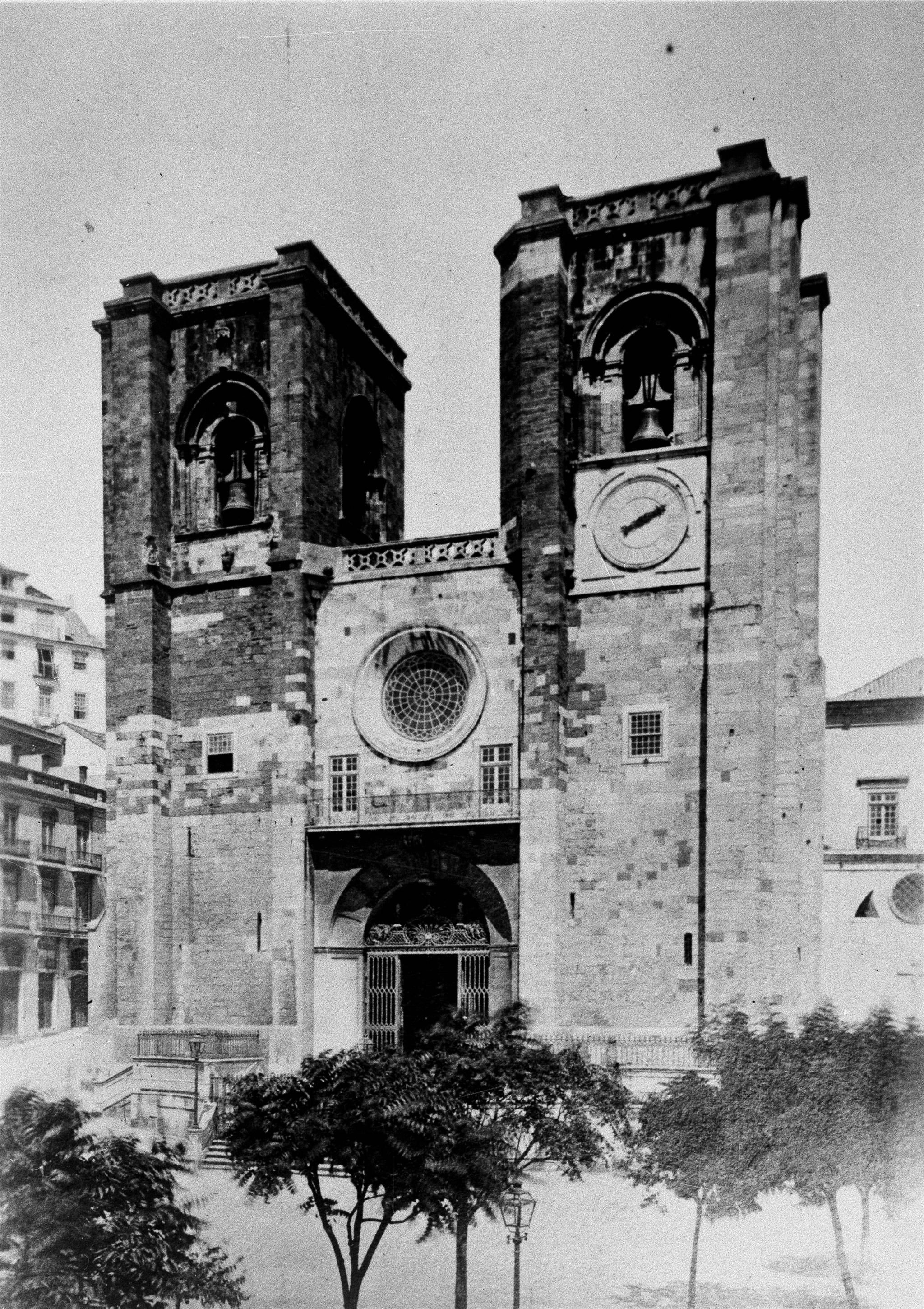
A Sé de Lisboa no século XIX, antes das intervenções de Augusto Fuschini e António do Couto Abreu. Em comparação com a fachada actual, note-se a ausência de ameias e a diferença drástica da rosácea e do pórtico.

Grande parte dos acrescentos da era barroca foram retirados a partir de uma grande campanha de restauro que ocorreu na primeira metade do século XX, cujo objetivo foi devolver à Sé algo de sua aparência medieval. O primeiro encarregado dos trabalhos, em 1902, foi Augusto Fuschini, que planeou um edifício revivalista em estilo neogótico. Fuschini demoliu algumas construções que flanqueavam a igreja, reconstruiu abóbadas, restaurou e abriu janelas e coroou de ameias o edifício. Após a sua morte, em 1911, o projeto de restauro foi retomado e modificado por António do Couto Abreu, que passou a privilegiar as estruturas medievais ainda existentes. Foi reconstruída a abóbada da nave central, a fachada foi restaurada e refeita a rosácea, além de muitas outras alterações que deram ao edifício a aparência neorromânica que tem hoje. Nos planos estava a construção de uma capela-mor neogótica, mas a oposição de figuras como os arquitetos Raul Lino e Baltasar de Castro salvaram tanto a decoração pós-terramoto da capela-mor como da Capela do Santíssimo.
Após as reformas, a Sé foi reinaugurada em 1940, numa grande solenidade promovida pelo Estado Novo. Um Te Deum foi celebrado na Catedral no dia 5 de Maio de 1940, abrindo as cerimónias de celebração do 8º Centenário da Fundação de Portugal e o 3º Centenário da Independência. A Sé também foi importante na celebração do 8º Centenário da Conquista de Lisboa aos Mouros, em 1947.

## Caracterização arquitectónica

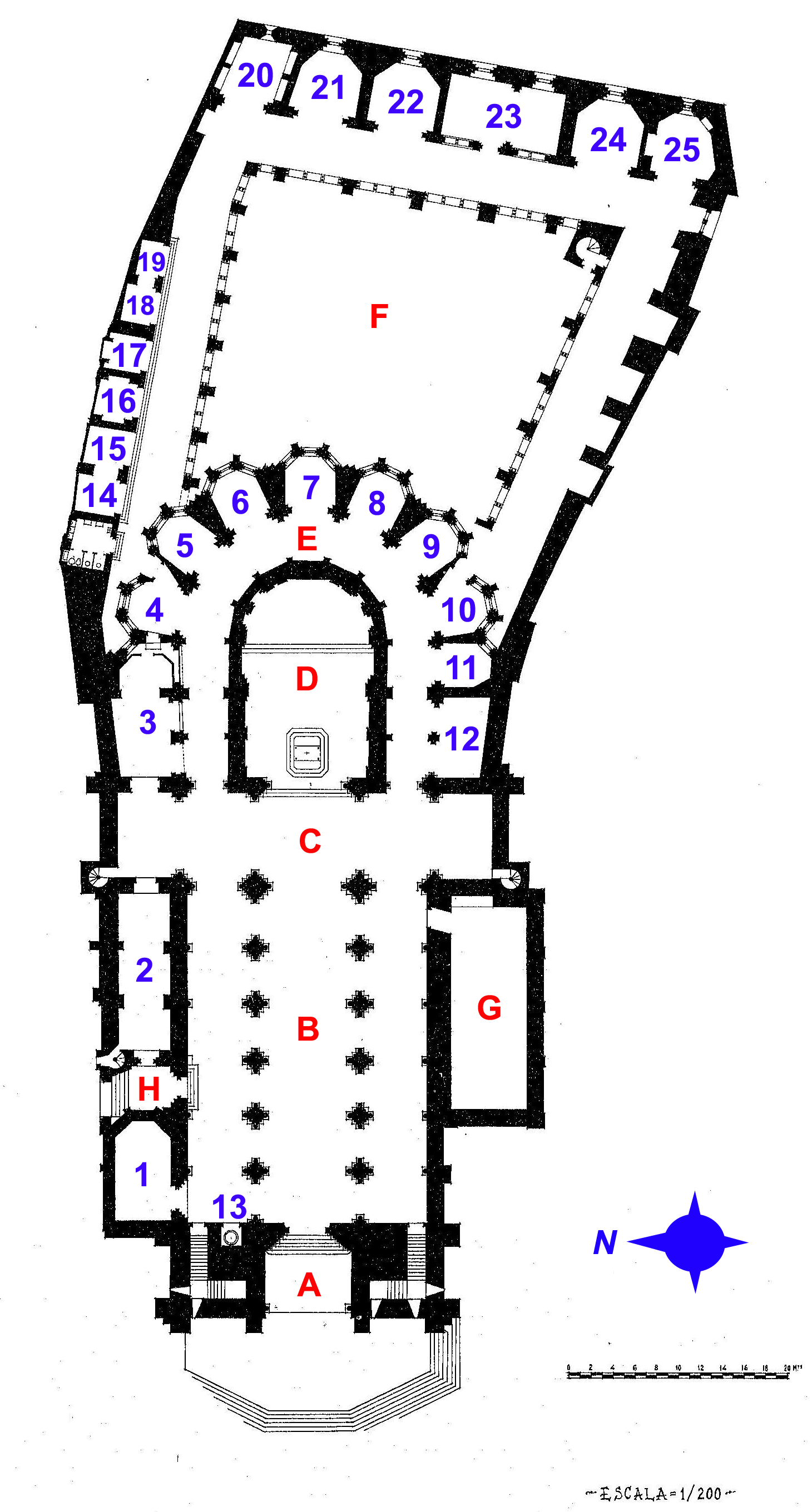
Plano geral da Sé de Lisboa. A - Nártex e entrada principal; B - Nave; C - Cruzeiro no transepto; D - Ábside (capela-mor); E - Deambulatório com capelas radiantes (4-11); F - Claustro e capelas (14-25); G - Sacristia; H - Entrada lateral norte. Capelas e dependências: 1 - Capela de Bartolomeu Joanes; 2 - Camarim do Patriarca; 3 - Capela do Santíssimo Sacramento; 13 - Baptistério; 23 - Capela de N. S. da Pedra Solta; 25 - Capela de Santo Aleixo.
Capelas Radiantes:
4 - Capela do Espírito Santo; 5 - Capela de Nossa Senhora da Penha de França; 6 - Capela de Santa Ana; 7 - Capela de Santa Maria Maior; 8 - Capela de Santo Ildefonso; 9 - Capela de São Cosme e São Damião; 10 - Capela de Nossa Senhora da Conceição; 11 - Capela de São Sebastião; 12 - Capela de São Vicente.

A longa série de remodelações, terramotos e reconstruções fez da Sé de hoje uma mistura de estilos. A última campanha de restauro conferiu-lhe um caráter revivalista, mas muitos elementos originais podem ainda ser distinguidos.

### Planta e fachadas
O projeto românico original da catedral lisboeta era muito parecido com o da Sé de Coimbra, construída também a partir da segunda metade do século XII. Da construção inicial dos séculos XII e XIII a Sé mantém o esquema geral de planta em cruz latina de três naves escalonadas com transepto saliente. A nave é de seis tramos, com a nave central mais alta que as laterais, sendo a central coberta por abóbada de berço e as laterais por abóbadas de aresta. O transepto é igualmente abobadado, coroado por rosáceas em ambos os topos. Sobre as naves laterais há um trifório (galeria), em estilo românico, com arcaria aberta para a nave central. Sobre o transepto ergue-se uma torre-lanterna, com abóbada octogonal de pedra.
A fachada principal da igreja, voltada a oeste, foi muito modificada nos restauros do século XX, mas o esquema geral de um corpo central com um portal e rosácea flaqueado por duas altas torres contrafortadas segue o projeto românico original. Nos restauros do século XX a rosácea foi reconstruída, algumas janelas foram abertas e as torres e corpo central foram coroados com ameias. As torres de planta quadrada possuem no último registro arcadas de cinco arquivoltas que permitem ver os sinos no interior. A torre norte ainda é em grande parte autêntica, mas a sul teve de ser parcialmente reconstruída após o Terramoto de 1755. No interior da torre norte há uma câmara coberta por uma abóbada com quatro máscaras românicas nos cantos, muito semelhante à abóbada do transepto da Sé de Coimbra.
O portal principal encontra-se protegido por um nártex e é ainda o original românico. Possui quatro arquivoltas de volta perfeita com oito capitéis esculpidos com motivos vegetalistas e figurativos. As esculturas figurativas têm temas diversos: homens que lutam montados sobre leões, o Arcanjo Miguel derrotando o dragão, uma figura de rainha (talvez representando uma virtude) e três pequenos personagens que poderiam representar mártires de Lisboa. Na fachada norte também há um portal da época românica, com capitéis com motivos diferentes e provavelmente executados por outros artistas.

### Naves
O interior da Sé possui poucas fenestrações e é muito escuro, exceto na zona da capela-mor, que é iluminada por lunetas. A nave central é mais alta que as laterais e possui uma galeria de arcadas - o trifório - semelhante ao da Catedral de Coimbra. A abóbada de berço da nave teve de ser reconstruída em pedra quando a Sé foi restaurada nos inícios do século XX.
Do lado esquerdo da entrada abre-se um batistério decorado com pinturas e azulejos azuis e brancos que contam episódios da vida de Santo António de Lisboa. A pia batismal é de mármore e tem forma octogonal.
Do lado esquerdo da nave, próximo à fachada principal, abre-se o portal da Capela de São Bartolomeu, construída c. 1324 como capela privativa do comerciante lisboeta Bartolomeu Joanes. O portal da capela, em estilo gótico, está inserido num gablete e possui cinco arquivoltas de arcos apontados com capitéis vegetalistas. No interior, a capela de planta retangular contém o túmulo com jacente de Bartolomeu Joanes, datado do século XIV e decorado com as armas do defunto. Também na nave lateral norte abre-se o portal do Camarim do Patriarca, decorado no interior com um retábulo, imagens e pinturas da era barroca.
O historiador Carlos Alberto Ferreira de Almeida (1934-1996), no seu livro História da Arte em Portugal: O Românico, refere que para além dos jogos de luz presentes na Sé de Lisboa, outro dos magníficos exemplares característicos do românico português presente neste edifício são as vedações, de ferro, madeira ou de bronze que protegem as capelas laterais onde existem relíquias que eram frequentemente roubadas, pelo seu valor económico ou por devoção.

### Sacristia
Adossada à nave lateral sul se encontra o edifício da Sacristia, construída em meados do século XVII (1649)  e atribuída ao arquitecto Marcos de Magalhães. No interior destacam-se os embutidos de mármore e o arcaz de madeira de António Vaz de Castro.

### Transepto
A zona do transepto ainda tem as abóbadas românicas originais. Porém, durante os restauros do século XX foram adicionadas rosáceas e arcadas nos extremos dos braços do cruzeiro que são de autenticidade duvidosa. No centro e ao alto do transepto localiza-se a abóbada octogonal da torre-lanterna, com florão central e nervuras assentadas sobre trompas de ângulo. Como se observa em antigas imagens da Sé, a torre que se alçava sobre essa zona central era de planta quadrada e tinha três corpos (andares), mas após o terramoto de 1755 ficou reduzida a um corpo coberto de telhado.
No braço norte do transepto localiza-se a entrada da Capela do Santíssimo Sacramento, decorada na era barroca.

### Cabeceira: deambulatório e capelas radiantes

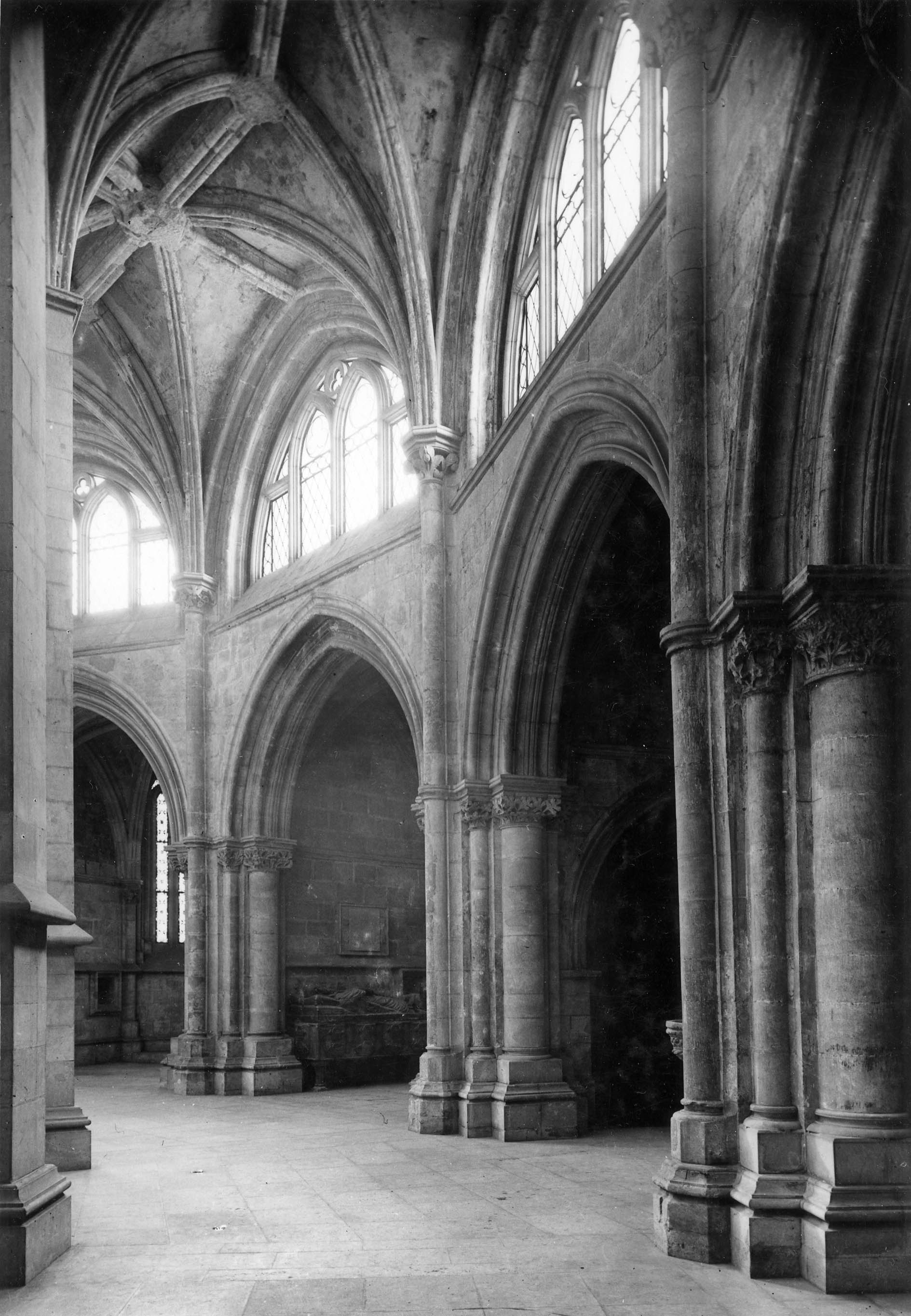
Deambulatório e capelas radiantes da Sé de Lisboa

Sondagens realizadas durante o restauro no século XX mostraram que a cabeceira românica original da Sé tinha uma estrutura modesta, com uma capela-mor semicircular flanqueada por dois absidíolos. A cabeceira começou a ser totalmente reformulada no reinado de D. Afonso IV (1325-1357), possivelmente já na década de 1330, numa campanha de obras que só seria terminada no início do século XV, durante o reinado de D. João I. A cabeceira gótica consistia numa capela-mor circundada pelo corredor do deambulatório com várias capelas radiantes, num esquema único entre as catedrais portuguesas. Do ponto de vista artístico, a cabeceira da Sé de Lisboa foi a obra gótica mais importante entre o Mosteiro de Alcobaça (sécs XII-XIII) e o Mosteiro da Batalha (sécs XIV-XV) em território português. O deambulatório ainda mantém o estilo gótico e comunica-se com o transepto por grandes arcos apontados, mas ainda são visíveis os perfis dos arcos de volta perfeita dos antigos absidíolos românicos.
O corredor do deambulatório tem cobertura de abóbada de nervuras e é iluminado por uma série de janelas (clerestório) na zona superior. É provável que, originalmente, a capela-mor se comunicasse com o deambulatório por uma arcaria aberta, como a ábside do Mosteiro de Alcobaça, o que permitiria o uso do templo pelos peregrinos que visitavam as relíquias de São Vicente, expostos na capela-mor. Essa comunicação, porém foi fechada já nos princípios do século XV. No deambulatório abre-se uma série de capelas radiantes, também cobertas por abóbada de cruzaria de ogivas e dotadas de janelões de perfil gótico. Do lado do Evangelho (norte) para o lado da Epístola (sul) são elas a Capela do Espírito Santo (ou da Santíssima Trindade), que se conecta com a ala norte do claustro, Capela de Nossa Senhora da Penha de França, Capela de Santa Ana, Santa Maria Maior, Santo Ildefonso (ou de N. S. da Conceição), São Cosme e São Damião, Nossa Senhora da Piedade, com porta de acesso à ala sul do claustro, a Capela de São Sebastião e a de São Vicente.
Praticamente toda a decoração de retábulos e pinturas da era barroca foi removida das capelas do deambulatório, mas subsistem algumas obras antigas. Na Capela de São Cosme e São Damião pode-se ainda ver o sarcófago do século XIV de Lopo Fernandes Pacheco, companheiro de armas de D. Afonso IV, e da sua esposa Maria Vilalobos. O jacente do nobre exibe a figura barbuda do cavaleiro, com a mão no punho da espada e um cão a seus pés, enquanto que a figura da esposa, cuja cabeça é protegida por um baldaquino esculpido, foi representada a ler um livro de horas com dois cães sentados a seus pés. Os dois sarcófagos estão ainda decorados com os brasões dos fundadores nas laterais. A Capela de Santa Ana possui o túmulo de uma infanta da família real, como indicado pela presença do escudo português na arca, também com jacente que a representa a ler um livro de horas. A Capela de Santa Maria Maior possui uma grade de ferro decorada com motivos fito e zoomórficos estilizados. Única em Portugal, a semelhança entre esta grade e outras da atual Espanha, especialmente uma proveniente da região de Jaca, indica que a da Sé de Lisboa foi realizada ainda na época românica, entre os séculos XII e XIII.
Já a Capela de Santo Ildefonso guarda um presépio, inserto em maquineta (vitrina), realizado pelo escultor Joaquim Machado de Castro em 1766, como indica uma legenda na estrutura ("Joach Machado Castro / inven. et fecit / 1766"). O presépio inclui representações inspiradas na Bíblia como a "Sagrada Família", a "Adoração dos Pastores", "Fuga para o Egito" etc, composições com anjos e cenas populares como um cego a tocar sanfona, pessoas a dançar fandango, lavadeiras, moinhos, uma azenha e uma "Matança do Porco".

### Cabeceira: capela-mor

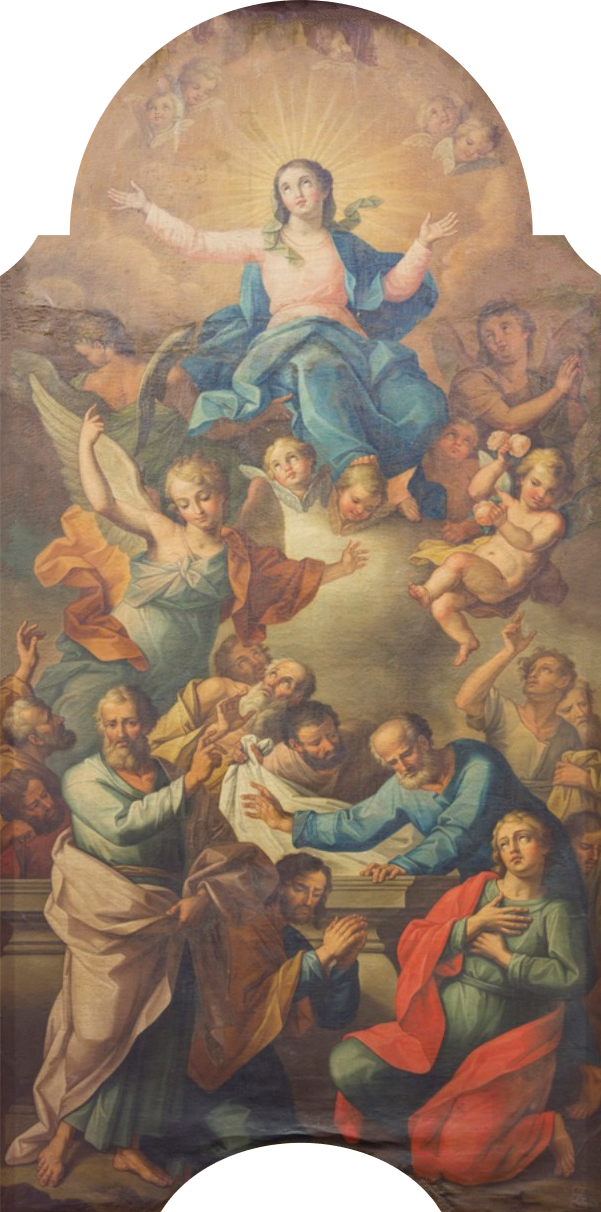
A Assunção da Virgem (1825, José Inácio de Sampaio), na capela-mor

A atual capela-mor é de caráter barroco e foi construída e decorada na segunda metade do século XVIII, após o Terramoto de 1755. A capela é de três tramos separados por pilastras com capitéis jónicos e é revestida por painéis de calcários de cor vermelha, branca, amarela e azul. A cobertura é de abóbada com lunetas, o que permite a entrada de luz, revestida com estuque e exibindo vários painéis pintados. Os temas dos painéis centrais são Deus, Jesus e o Espírito Santo, enquanto que os painéis laterais, localizados sobre as lunetas, representam símbolos associados a Maria e a Cristo: a ave fénix, o Agnus Dei, pão, sol, trigo, açucena, porta, rosa, pelicano e chamas. O pavimento é também revestido com calcários de várias tonalidades, formando padrões decorativos geométricos.
A parede testeira da capela é ocupada por um simples altar com um painel pintado representando a "Assunção da Virgem" envolvido por uma moldura em cantaria. Ladeiam o painel duas tribunas com varandim e balaustrada e, ao lado destes, confrontados, encontram-se os arcossólios com os túmulos de D. Afonso IV e sua esposa D. Beatriz. Os túmulos, refeitos após o terramoto pelo escultor Joaquim Machado de Castro, tem forma de urna. O do rei é decorado com anjos a abrir uma cortina e é encimado por uma águia e a inscrição latina "Altiora peto" ("Almejo a grandeza"), relativo à Batalha do Salado, em que D. Afonso IV teve destacada atuação. O túmulo da rainha é decorado por anjos que seguram uma cruz, um livro e uma cornucópia, e é encimado por um pelicano. Ambos túmulos ostentam os escudos reais e os símbolos da morte: o crânio com as tíbias cruzadas.
A capela-mor tem ainda dois órgãos, um deles construído na década de 1780 pelo organeiro Joaquim António Peres Fontanes e o outro recente, da década de 1960, construído pela firma holandesa Flentrop.

### Claustro

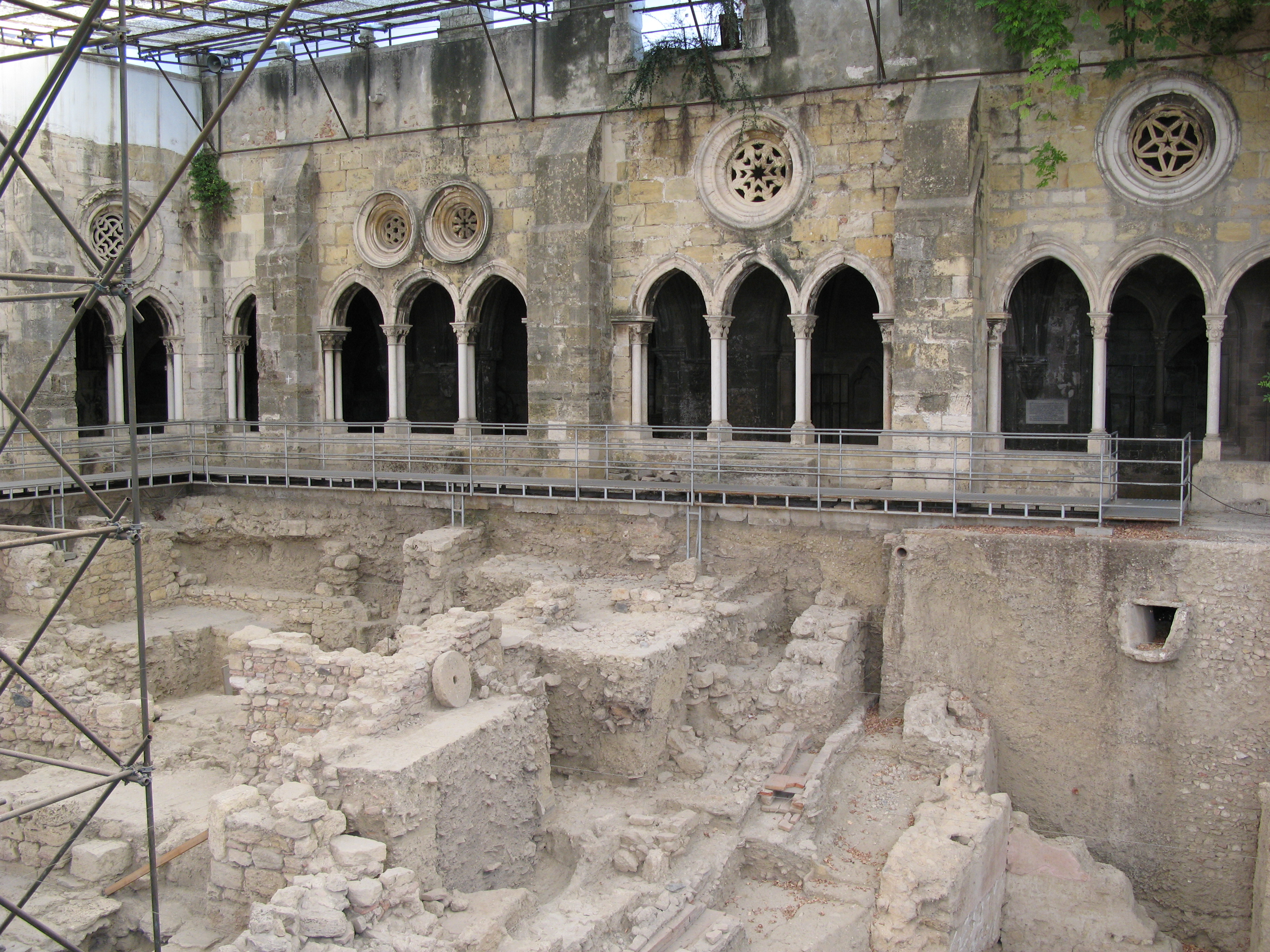
Vista do encontro entre as alas norte (esquerda) e leste do claustro. No pátio veem-se as escavações arqueológicas.

O claustro gótico da Sé foi construído durante o reinado de D. Dinis e localiza-se a nascente (leste) da igreja, detrás da cabeceira. Em geral, os claustros eram levantados ao lado dos templos medievais, mas é provável que o desnível do sítio da Sé lisboeta, na encosta de uma colina, tenha impossibilitado a construção de um claustro quer do lado norte quer do lado sul. Outro aspecto "estranho" do claustro da Sé é a planta em forma trapezoidal, considerando que normalmente as quadras dos claustros tinham planta regular quadrada. As razões para a adopção dessa planta não são conhecidas, mas poderiam relacionar-se a dificuldades com o terreno e a malha urbana existente. A localização numa colina necessitou grandes trabalhos de aterramento e nivelação do terreno, além da construção de grandes muros de contenção, especialmente do lado sul. Também uma boa parte da cidade intramuros do século XIII teve de ser destruída para dar espaço à nova estrutura.
A cronologia das obras do claustro é pouco conhecida. Existe uma referência documental a uma grande actividade construtiva na Sé em 1332 que tem sido tradicionalmente relacionada às obras do claustro, mas é possível que esse estaleiro fosse o das obras da cabeceira de D. Afonso IV, e que o claustro seja obra anterior. De facto, um documento mostra que, em 1281, havia actividade construtiva na Sé a cargo de um tal Miguel Martins, talvez relacionada à preparação do terreno para a implantação do claustro. Outros documentos indicam que a partir de 1302 começaram a realizar-se sepultamentos em capelas do claustro, e a capela de Santo Estevão, localizada no canto sudeste da quadra, estaria quase terminada em 1305. Baseando-se nessa evidência, o historiador Paulo Fernandes considera que o claustro estaria terminado nos primeiros anos do século XIV.
O claustro actual possui três alas nos lados norte, leste e sul, cobertos por abóbadas de cruzaria de ogivas. Estas abóbadas apresentam algumas "anomalias" formais devido à planta trapezoidal inusual da quadra. As alas norte e leste são dotadas de várias capelas. As capelas do lado norte (de poente a nascente) são dedicadas a São João Evangelista, São Lourenço, Nossa Senhora de Belém, Senhor Jesus da Boa Sentença, Santo António de Pádua e Nossa Senhora da Tocha. No lado leste as capelas são dedicadas a (de norte a sul) Santo Aleixo, São Miguel e Almas, Nossa Senhora da Piedade da Terra Solta (duas capelas), São Gervásio e Santo Estevão, esta última antiga Sala Capitular. A ala sul, em contraste, foi muito afetada pelo terramoto de 1755 e o subsequente incêndio, que causou a ruína de parte da abóbada, e foi muito restaurada no século XX. No canto sudeste do claustro, Augusto Fuschini construiu uma janela neogótica com sacada que permite avistar o Tejo.

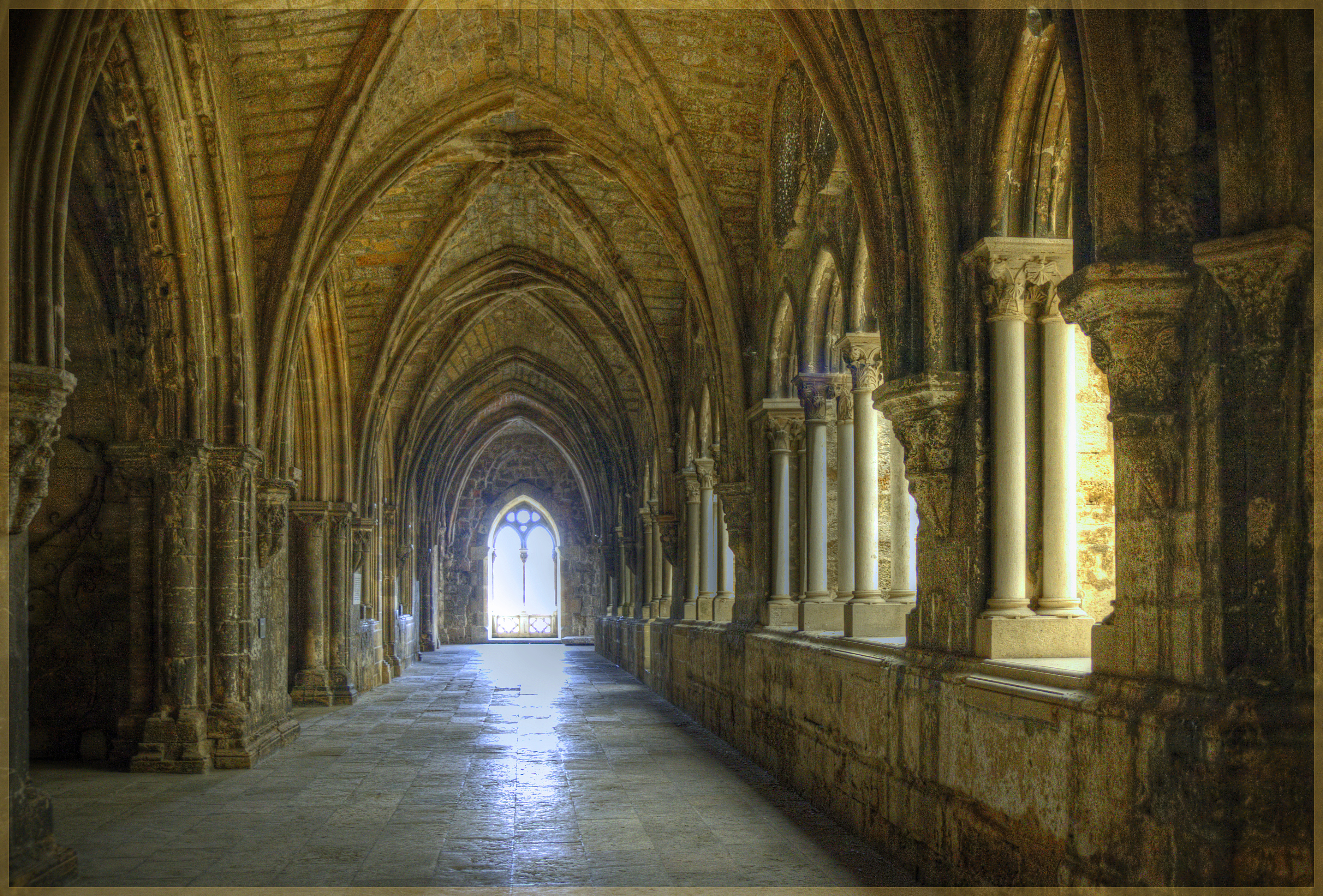
Ala leste do claustro em direcção ao lado sul

As fachadas das alas voltadas para o centro do pátio apresentam arcadas apontadas e contrafortes escalonados a marcar os tramos das alas. Estes contrafortes, de feição arcaica e que parecem demasiadamente robustos para as estructuras que sustentam, podem ter sido construídos assim devido à relativa instabilidade do aterro sobre o qual foi levantado o claustro. As arcadas assentam sobre colunas duplas com capitéis de decoração vegetalista. Sobre as arcadas existem óculos (aberturas circulares) com decoração geométrica.
Durante a Idade Média, uma das funções principais das capelas do claustro foi a funerária, servindo a elite da cidade. Apesar de muito danificadas no terramoto e incêndio de 1755, algumas merecem destaque. A Capela de São Lourenço, na ala norte, possui uma arca tumular com tampa com forma de losango com espadas em relevo e, nas laterais, as armas de D. Lourenço Anes, instituidor da capela. A Capela de Santo Aleixo, coberta por abóbada de ogivas, possui quatro arcossólios com túmulos com jacentes. Um destes, datado do século XIV, pertence a uma dama de identidade desconhecida.
A ampla Capela de Nossa Senhora da Pedra Solta, que ocupa dois tramos da ala leste, é o lugar de fundação da Irmandade da Misericórdia pela rainha D. Leonor, em 1498. A entrada da capela é feita por um portal com três arquivoltas assentes em finos colunelos, sendo o portal ladeado por duas janelas amaineladas. No interior há dois túmulos com jacentes: o de D. Margarida Albernaz, do segundo quartel do século XIV, e o de um bispo não-identificado, da primeira metade do século XIV.

## Órgãos
A Sé de Lisboa alberga três órgãos de períodos diferentes. O instrumento mais antigo encontra-se do lado do Evangelho e foi construído por Joaquim António Peres Fontanes entre 1785 e 1786, conjuntamente com um órgão semelhante do lado da Epístola, que foi transferido para o Panteão Nacional (Igreja de Santa Engrácia) nos anos 60 para permitir a instalação do novo órgão Flentrop. O órgão Peres Fontanes tem um manual e pedaleira e neste momento já não se encontra operacional.

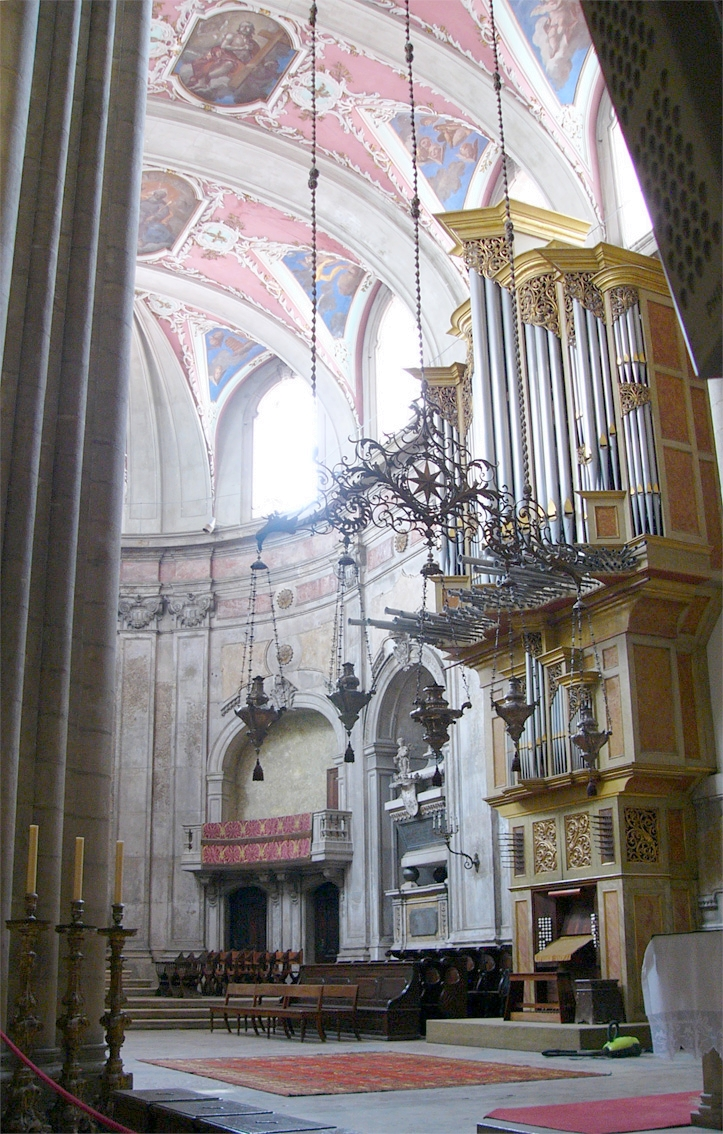
Capela-Mor da Sé de Lisboa.

O órgão da Epístola foi construído por D. A. Flentrop em 1964 e restaurado em 2012, também pelo mesmo atelier de organaria. O órgão tem 51 registos, quatro manuais e pedaleira.
| I Positivo C–g3 |      |
| Quintatão       | 8'   |
| Tapado          | 8'   |
| Flautado        | 4'   |
| Flauta de Cham. | 4'   |
| Oitava          | 2'   |
| Décima novena   | 1/3' |
| Címbala III-IV  |      |
| Sexquiáltera II |      |
| Fagote          | 8'   |
| Trémolo         |      |

| II Órgão principal C–g3 |       |
| Quintatão               | 16'   |
| Flautado                | 8'    |
| Flauta de Cham.         | 8'    |
| Oitava Real             | 4'    |
| Tapadinho               | 4'    |
| Quinzena                | 2'    |
| Dozena                  | 2/3'  |
| Décima Sétima           | 13/5' |
| Cheio IV                |       |
| Címbala III             |       |
| Corneta Real V          |       |
|                         |       |
| Em chamada              |       |
| Trompa Maior            | 16'   |
| Clarim de Batalha       | 8'    |

| III Expressivo C–g3 |     |
| Salicional          | 8'  |
| Flauta Travessa     | 8'  |
| Flautado            | 4'  |
| Flauta Cónica       | 4'  |
| Flauta              | 2'  |
| Cheio IV            |     |
| Clarão III          |     |
| Cromorna            | 16' |
| Charamela           | 8'  |
| Trémolo             |     |

| IV Positivo de frente C–g3 |     |
| Bordão                     | 8'  |
| Flauta de Ponta            | 4'  |
| Quinzena                   | 2'  |
| Pífaro                     | 2'  |
| Vigésima 2a                | 1'  |
| Sobrecímbala III           |     |
| Regal                      | 8'  |
| Trémolo                    |     |
|                            |     |
| Em chamada                 |     |
| Dulçaina                   | 16' |

| Pedaleira C–f1    |       |
| Flautado Maior    | 16'   |
| Contrabaixo       | 16'   |
| Aberto            | 8'    |
| Tapado            | 8'    |
| Oitava            | 4'    |
| Cheio IV          |       |
| Flauta de Chaminé | 51/3' |
| Flautas           |       |
| Bombarda          | 16'   |
| Trombeta          | 8'    |
|                   |       |
| Em chamada        |       |
| Baixãozinho       | 4'    |
| Chirimia          | 2'    |

Acoplamentos: I/II, III/II, I/P, II/P, III/P
Existe ainda um pequeno órgão de coro na zona do coro alto.

## Tesouro da Sé
Ao tesouro da Sé acede-se pela torre sul, encontrando-se no topo da escadaria, à direita. Abriga uma variada colecção de pratas, como uma cruz do século XVI, do período da União Ibérica, trajes eclesiásticos, estatuária, manuscritos iluminados e relíquias associadas a São Vicente.
Sala do Capítulo
A Sala do Capítulo acede-se pelo Tesouro da Sé, datando a mesma do século XVIII.